# Constantă de disociere
În chimie, biochimie și farmacologie, constanta de disociere (notată {\displaystyle K_{d}}) este un tip specific de constantă de echilibru care indică tendința unei specii chimice de a se desface (disocia) în mod reversibil în componente mai mici. Exemple ar fi disocierea complecșilor coordinativi în moleculele componente sau disocierea sărurilor în ionii componenți.

## Formulare
Pentru o reacție generală de forma:
{\displaystyle {\ce {A_{\mathit {x}}B_{\mathit {y}}<=>{\mathit {x}}A{}+{\mathit {y}}B}}}
în care un complex {\displaystyle {\ce {A}}_{x}{\ce {B}}_{y}} disociază în x subunități A și y subunități B, constanta de disociere se definește astfel:
{\displaystyle K_{d}={\frac {[{\ce {A}}]^{x}[{\ce {B}}]^{y}}{[{\ce {A}}_{x}{\ce {B}}_{y}]}}}
unde [A], [B] și [AxBy] reprezintă concentrațiile de A, B și respectiv de complec AxBy.